# Vodhinai halomsír
A vodhinai halomsír (albán tuma e Vodhinës) régészeti helyszín Albánia délnyugati részén, Gjirokastrától délkeleti irányban, légvonalban 25, közúton 30 kilométerre, a Drino jobb partján. A bronzkor középső szakaszától a vaskorig használt halomsír leletanyaga – a közeli bodrishtai és kakavijai halmokéval (gyűjtőnevükön dropulli halomsírok) együtt – a 20. század második felében az albán régészet számára fontos hivatkozási pontul szolgált a korabeli népesség protoillírként való azonosításához.

## Régészeti leírása
Az 1948 és 1956 közötti időszakban Frano Prendi tárta fel a vodhinai halomsírt. Az ásatások eredményei alapján keletkezését a középső bronzkorra, hozzávetőlegesen az i. e. 19–17. századra tették, és megállapították, hogy a környék népe a vaskor korai szakaszáig, az i. e. 11–10. századig folyamatosan használta temetkezési helyként. A középső bronzkori keltezést támasztja alá a sírokból előkerült középhelladikus agyagedény- és bronzfegyverlelet tipológiája (krétai tőrök és dárdahegyek, mükénéi kardok). A vodhinai és a közelben található, késő bronzkori–kora vaskori bodrishtai és kakavijai halomsírok – összefoglaló megnevezésükön dropulli halomsírok – későbbi rétegeinek festetlen szürkekerámia-anyaga a bajkaji és vajzai népesség kultúrájával mutat egyezést. Egyes tipológiai párhuzamok a jóval északabbra fekvő területek régészeti helyszíneiről, például Pazhokból, Gajtanból és Rosujából is ismertek. Miután a vaskorban ezeket az északi vidékeket bizonyítottan illír népesség lakta, a 20. század második felének albán régészei a dropulli és az észak-albániai leletek közötti egyezéseket úgy értelmezték, hogy egy sajátosan protoillír műveltségű népesség már az időszámításunk előtti második millenniumban megvetette a lábát ezeken a déli területeken, amelyek a később Epiruszként ismert vidék részei voltak, lakóit pedig a görögökhöz enokulturálisan közelebb álló epirótákként ismerte az ókori világ.